# کای بار
کای بار (به دانمارکی: Kaj Barr) (زادهٔ ۲۶ ژوئن ۱۸۹۶ – درگذشتهٔ ۴ ژانویهٔ ۱۹۷۰) خاورشناس دانمارکی است.
کای بار در سال ۱۸۹۶ میلادی در دانمارک متولد شد. پس از دوره‌های ابتدایی و متوسطه، وارد دانشگاه شد و تحصیلاتش را در رشتهٔ مهندسی مکانیک آغاز کرد. سپس برای دست‌یابی به متون ریاضی کهن به مطالعهٔ زبان‌های یونانی و لاتین پرداخت و از این طریق مجذوب زبان‌شناسی و مطالعات ایرانی شد. در سال ۱۹۲۵ میلادی در رشتهٔ زبان‌شناسی کلاسیک از دانشگاه کپنهاگ فارغ‌التحصیل شد. مدتی زیر نظر فردریش آندره‌آس ایران‌شناس آلمانی و کریستن سن، ایران‌شناس دانمارکی به تحصیل دانش پرداخت.
در سال ۱۹۳۵ میلادی در سمت دانشیاری زبانشناسی کلاسیک در دانشگاه کپنهاگ به کار مشغول شد و در سال ۱۹۴۵ میلادی پس از درگذشت کریستن سن، به عنوان استاد کرسی ایرانشناسی در آن دانشگاه برگزیده شد و تا سال ۱۹۶۷ میلادی که بازنشسته شد، در همین سمت باقی‌ماند. پس از بازنشستگی نیز به درخواست دانشگاه کپنهاگ، برخی از لهجه‌های قدیمی ایتالیایی و زبان لیتوانی را تدریس می‌کرد. در سال ۱۹۶۴ میلادی، از سوی شرق‌شناسان دانمارک در کنگرهٔ شرق‌شناسان در دهلی نو شرکت کرد و در بازگشت، دو ماه را در ایران گذراند و در این مدت از آمل دیدن کرد و به تهیهٔ مقدمات ضبط برخی لهجه‌های محلی پرداخت. در سال ۱۹۶۹ میلادی دانشگاه کپنهاگ درجهٔ دکترای افتخاری به او اهدا کرد.
او رئیس انستیتوی ایران‌شناسی، عضو آکادمی سلطنتی دانمارک و رئیس انجمن بین‌المللی خاورشناسان بوده‌است. او با زبان‌های اوستایی، فارسی باستان، ختنی، خوارزمی، پهلوی، فارسی میانه، سنسکریت، پالی، عربی، لاتینی و یونانی و لهجه‌های گوناگون برخی از آنها آشنا بوده‌است.
در زمینهٔ آئین زرتشت و اعتقادات ایرانیان پیش از عصر زرتشت و زبان‌های کردی و بلوچی و آسی تحقیقاتی انجام داده‌است. بار در سال ۱۹۷۰ میلادی درگذشت.

## آثار
از آثار او در زمینهٔ زبان و لهجه‌ها و ادبیات فارسی می‌توان از موارد زیر نام برد:
- یادداشت‌هایی دربارهٔ گویش‌های محلی ایرانی[۶]
- اوستا (به زبان دانمارکی)[۷]
- دربارهٔ هزارویک‌شب.[۸]
- گویش‌های کُردی[۹]
- مقالهٔ «آوازهٔ تمدن ایران در دانمارک».[۱۰]